# اللغة السبئية
اللغة السبئية: هي فرع أو لهجة من العربية الجنوبية القديمة، وتعود أقدم النقوش المسندية التي توثق هذه اللغة إلى القرن الثامن قبل الميلاد. الأبحاث الحديثة تجعل لغات جنوب الجزيرة العربية (السبئية، القتبانية، المذابية - المعينية) فرعًا ثالثًا من السامية الوسطى باستثناء اللغة الحضرمية المختلفة نوعًا ما، جنبًا إلى جنب مع العربية الشمالية القديمة (التيمائية، الثمودية، الصفائية)، والسامية الشمالية الغربية (الكنعانية، الآرامية، والأوغاريتية).
الأبحاث القديمة في القرن التاسع عشر جعلت لغات جنوب الجزيرة العربية القديمة من ضمن اللغات السامية الجنوبية.إلا أن حاليًا اصبح تصنيف اللغة السبئية ضمن السامية الوسطى معتمدًا في الأوساط العلمية العالمية، لا جدال فيه.ومع ذلك، فقد خرج لنا العالم الألماني الشهير "نوربرت نيبس"، بتصنيف جديد في عام 2001، وهو تضمين السبئية إلى السامية الشمالية الغربية. ووفقاً لإطروحته، فإن السبئية مرتبطة وراثيًا بشكل أوثق باللغات السامية الشمالية الغربية مقارنة باللغات الثلاث الأخرى (االقتبانية، الحضرمية، المعينية)، ويعتقد أن أسلاف السبئيون هاجروا من سوريا وفلسطين، واستقروا في جنوب شبه الجزيرة العربية في القرون الأخيرة من الألفية الثانية قبل الميلاد، بينما أسلاف المعينيون والقتبانيون هاجروا حوالي القرن السادس عشر قبل الميلاد. لاحقاً العالم الألماني "بيتر شتاين" قدم عدة أدلة تفصيلية تبين تباين السبئية مع اللغات (القتبانية، المعينية)، وتَّجانُس السبئية وتَمَاثُلها مع اللغات السامية الشمالية الغربية، وفي وصف هؤلاء العلماء أن السبئية هي الأحدث والأكثر ابتكارًا بين اللغات السامية الوسطى، والتي استقرت على طبقة لغات جنوبية قديمة محافظة على السمات اللغوية القديمة للسامية الوسطى والسامية-البدائية. لقى طرح "نوربرت نيبس" و"شتاين" قبولاً في أوساط اللسانيين مما جعل التصنيفات الداخلية للغات السامية الوسطى غير مستقرة حتى الآن.
مسألة تصنيف اللغة السبئية ضمن العربية الجنوبية القديمة أو السامية الشمالية الغربية، لا زالت موضع نقاش بين المختصين في التصنيفات داخل السامية الوسطى. وسبب ذلك يعود إلى أن السبئية هي الأكثر نضوجاً ولديها مشتركات واضحة ومتطورة عن العربية الجنوبية القديمة والسامية الشمالية الغربية.

## الخط السبئي

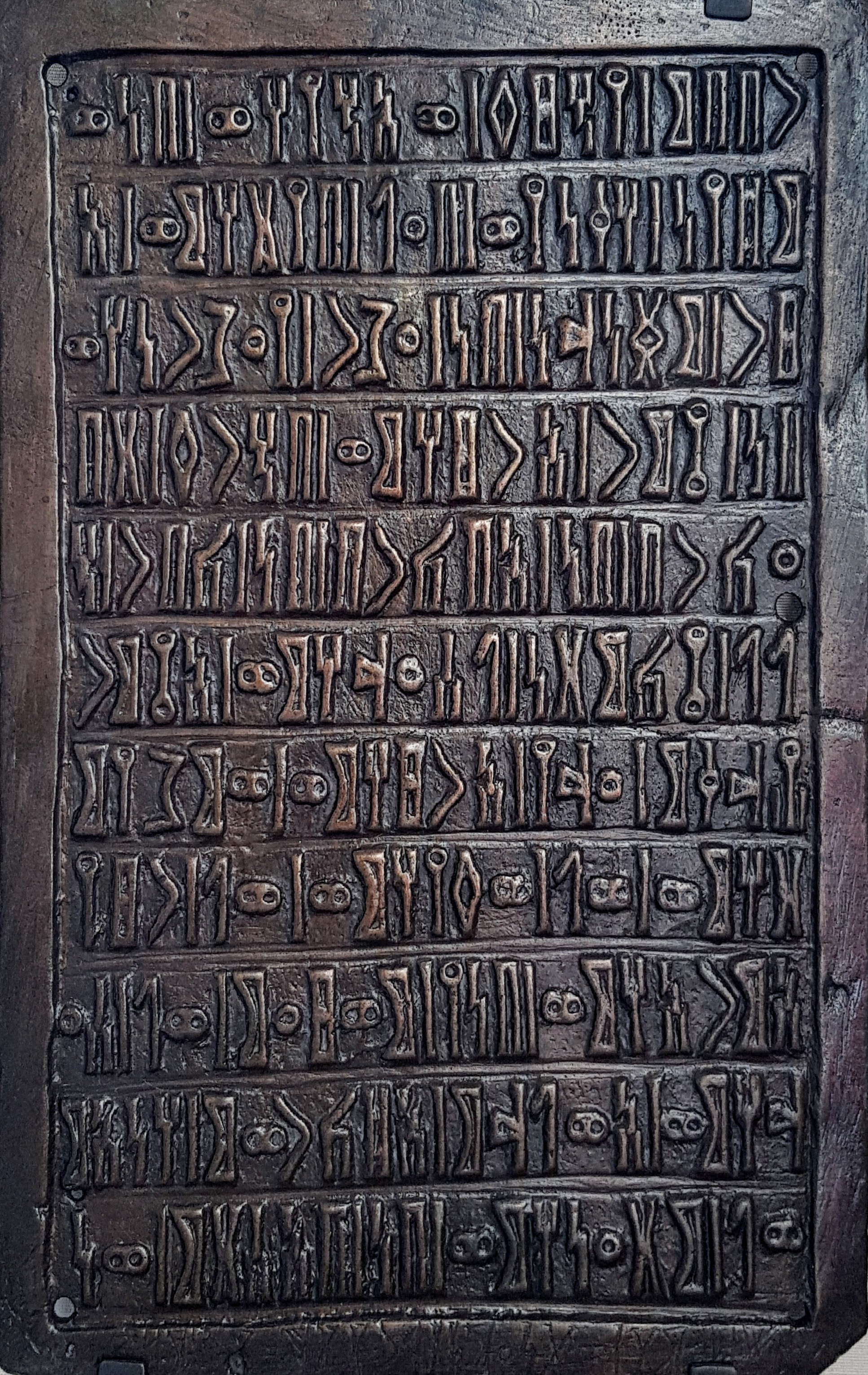
كتابة سبئية من القرن الأول الميلادي تقريبًا.

الخط السبئي أحد الخطوط المشتقة من خط المسند الرئيسي وهو نظام كتابة أبجدي قديم للغات سامية، وقد تفرع هذا الخط عن الأبجدية الكنعانية/السينائية الأولية. ويعود أصل الكتابة القديمة لحضارة جنوب شبه الجزيرة العربية - المسند العربي الجنوبي - إلى الفترة ما بين القرنين الثاني عشر والعاشر قبل الميلاد، كما تدل على ذلك قطع الفخار مع بعض الحروف المحفورة أو المرسومة التي تم اكتشافها في مستويات أثرية تعود إلى تلك العصور في عدة مواقع من اليمن الحديث. بعد فترة النشأة تشكلت الكتابة السبئية وانتشرت خلال القرن الثامن قبل الميلاد في جميع أنحاء جنوب الجزيرة العربية. وتعود إلى هذه الفترة أولى النصوص ذات المحتوى التاريخي، وقد وصلنا منها ما يزيد عن ستة الآف نقش سبئي، بعضها نصوص طويلة وهامة يصل عددها إلى ألف نقش. وتعد السبئية - لغة قبيلة سبأ - أفضل لغة موثقة وأطول لغة موثقة في جنوب الجزيرة العربية من القرن الثامن قبل الميلاد إلى القرن السادس الميلادي، وهي الأكثر تداولاً في نطاق واسع، بفضل توسع هذه الدولة.
الكتابة القديمة الخاصة بجنوب شبه الجزيرة العربية هي عبارة عن حروف أبجدية ساكنة تضم 29 حرف، وتحتوي على علامة تمثل حرف الضاد كما هو الحال في اللغة العربية. المميز في اللغة العربية الجنوبية القديمة هو تقديمها لأداة التعريف «نون» في آخر الكلمة هو ما لم يوجد في أي لغة سامية أخرى. أما ما يميز اللهجة السبئية عن باقي اللهجات العربية الجنوبية القديمة هو استخدامها للحرف «هاء» كأفعال سببية فيقول السبئيون «هحدث» بمعنى «سأفعل» بينما العرب الجنوبيين الآخرين يستعملون الحرف سين.
أكثر مضامين النقوش السبئية تمثيلا: (اهداء إلى الالهة، روايات تاريخية، نصوص تأسيس بناء أو نصوص قانونية). أما المعاملات اليومية والتجارية فقد استخدموا الزبور أو «زبرن». الجدير بالذكر هنا، أن الزبور قديماً مرتبط بمدينة نشان، وهو من ابتكار سكان تلك المدينة على الأرجح، مع ذلك له انتشار في بقية المناطق، ولكن بشكل أقل. ومازال - حتى الآن - أغلب الزبوريات تأتي من وادي مذاب، وتحديدًا نشان.

### خصائص خط المسند الجنوبي

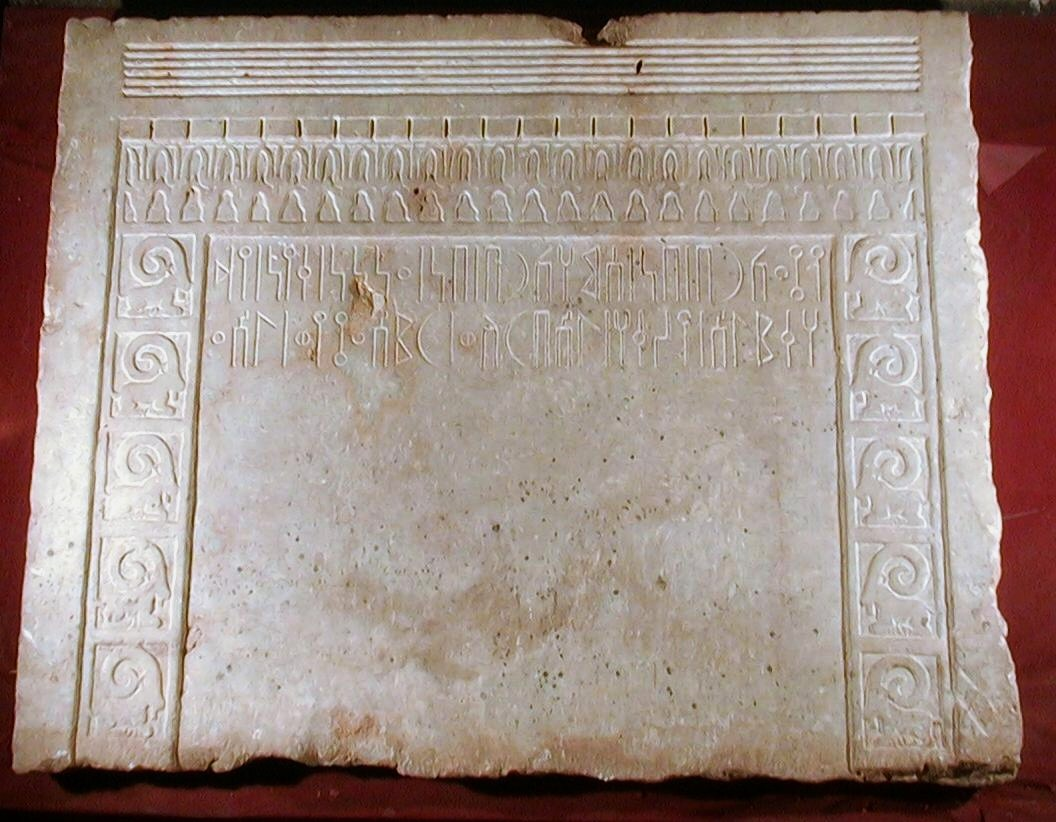
نفش سبئي بالمحراث، كتبه مسؤول (قين) تابع للمكاربة المتعاقبين "يدع إيل ويثع أمر وكرب إيل". ويعود تاريخ هذه الكتابة إلى النصف الأول من القرن السادس قبل الميلاد تقريباً (غير مدروس).

- يُكتب من اليمين إلى اليسار، إلا في نقوش السبئية المبكرة (القرن الثامن ق م - يختفي مع نهاية القرن الأول ق م)، يُكتب فيها بأسلوب المحراث، أي: يبدأ من اليمين في السطر الأول ثم من اليسار في الذي يليه، وهكذا (كما يحرث الثور الأرض)، مما يؤدي إلى قلب رسم اتجاه بعض الحروف ليوافق اتجاه الكتابة.[معلومة 1] مع ذلك، فقد كتب السبئيون بالطريقة العادية منذ الفترة المبكرة بالتساوي مع المحراث، ولكنهم دائمًا ما يفضلون المحراث خصوصًا في كتابات مأرب وصرواح الرسمية.
- يتم إسقاط حروف اللين (أ، و، ي)؛ أي أن اسم همدان يُكتب (همدن)، واسم محمود يُكتب (محمد).
- إسقاط "النون الساكنة" من الأسماء، مثلاً اسم منذر يُكتب (مذر).
- يكتب بأحرف منفصلة وغير متصلة، على خلاف الخط العربي.
- يفصل بين الكلمات بخط عمودي.
- لا يحتوي على حركات أو تنقيط.

### هوامش
1. ↑  الطريقة الكلاسيكية لدى السبئيين في الكتابة - المسماه المحراث، تقل تدريجياً خلال القرن الثالث والثاني قبل الميلاد، وتختفي تماماً مع نهاية القرن الأول قبل الميلاد، وآخر نص وصل إلينا هو النقش الموسوم بـ(Fa 86)، والمؤرخ بعهد "يدع إيل وتر بن سمه علي ينوف" أحد ملوك سبأ في القرن الأول قبل الميلاد. والجدير بالذكر هنا، أن كينيث كيتشن قدر هذا النص في بالعام 40 ق م (Documentation for Ancient Arabia: 2/183). أما فون ويسمان فيرجع هذا النقش إلى 30 ق م (Wissmann 1976). نسخة محفوظة 2024-02-29 على موقع واي باك مشين.